# Time Is Money
Time Is Money – wydany 19 grudnia 2006 roku drugi studyjny album amerykańskiego rapera Stylesa P. Osiągnął miejsce 19. na liście "Top R&B/Hip-Hop Albums", 10. na Top Rap Albums oraz 79. na Billboard 200.
Utwory "Favorite Drug", "I’m Black", "Can You Believe It" i "Who Want a Problem" zostały wydane jako single. Tytuł ocenzurowanej wersji "Favorite Drug" brzmi "Favorite One".

## Lista utworów
| Nr | Tytuł                                                                       | Producent              | Długość |
| -- | --------------------------------------------------------------------------- | ---------------------- | ------- |
| 1  | "G-Joint" (gościnnie J-Hood)                                                | Huu Banga              | 3:15    |
| 2  | "Testify" (gościnnie Talib Kweli)                                           | Hi-Tek                 | 3:26    |
| 3  | "How We Live" (gościnnie Jadakiss)                                          | Havoc                  | 3:53    |
| 4  | "Real Shit" (Gościnnie Gerald Levert)                                       | Scott Storch           | 3:32    |
| 5  | "Who Want a Problem" )(Remix, gościnnie Swizz Beatz, Sheek Louch, Jadakiss) | Neo Da Matrix          | 3:22    |
| 6  | "Favorite Drug" (gościnnie Rashad)                                          | Rashad                 | 3:33    |
| 7  | "Can You Believe It" (gościnnie Akon)                                       | Lil Jon                | 4:09    |
| 8  | "Kick It Like That" (gościnnie Jagged Edge)                                 | Neo Da Matrix          | 4:16    |
| 9  | "I’m Black" (gościnnie Marsha Ambrosius)                                    | The Alchemist          | 3:45    |
| 10 | "Fire & Pain" (gościnnie Sizzla)                                            | Vinny Idol, Supa Mario | 4:19    |
| 11 | "Burn One Down" (gościnnie Flipsyde)                                        | Vinny Idol, Supa Mario | 3:25    |
| 12 | "Leave a Message"                                                           | Dame Grease            | 3:46    |